# Gang Bang (chanson de Madonna)
Pistes de MDNA
Girl Gone Wild
(1) I'm Addicted
(3)
Gang Bang est une chanson du 12e album studio de Madonna, MDNA, dont elle est la deuxième piste.
Elle a été écrite par Madonna, Mika, William Orbit, Priscilla Hamilton, Keith Harris, Jean-Baptiste, Don Juan « Demo » Casanova, et produit par Madonna, Orbit et The Demolition Crew.
Madonna a cité le réalisateur américain Quentin Tarantino comme source d’inspiration pour la chanson, révélant qu’elle le voulait comme réalisateur pour le clip de la chanson.
Chanson dance, électronique, électropop et techno, elle dépeint lyriquement une femme méprisée cherchant à se venger de son amant. Les sirènes de police, les voix chuchotées, les rythmes lancinants et une panne de dubstep confèrent à la chanson une atmosphère remplie de suspense. La chanson a été acclamée par la critique, la plupart l’appelant un point culminant de l’album et aussi la piste la plus audacieuse de l’album. Certains l’ont même saluée comme l’une des meilleures chansons de Madonna.
« Gang Bang » s’est classé dans le classement français Singles Chart et le classement Dance/Electronic Digital Songs, en raison des téléchargements numériques de MDNA. 
Madonna a interprété la chanson sur The MDNA Tour, dans un cadre de motel où on la voit tirer sur les danseurs masculins qui s’infiltrent dans sa chambre, avec du sang éclaboussé sur la toile de fond. La performance a été fortement critiquée pour son utilisation d’armes à feu, mais a reçu des critiques favorables de la part des critiques.

## Contexte et inspiration

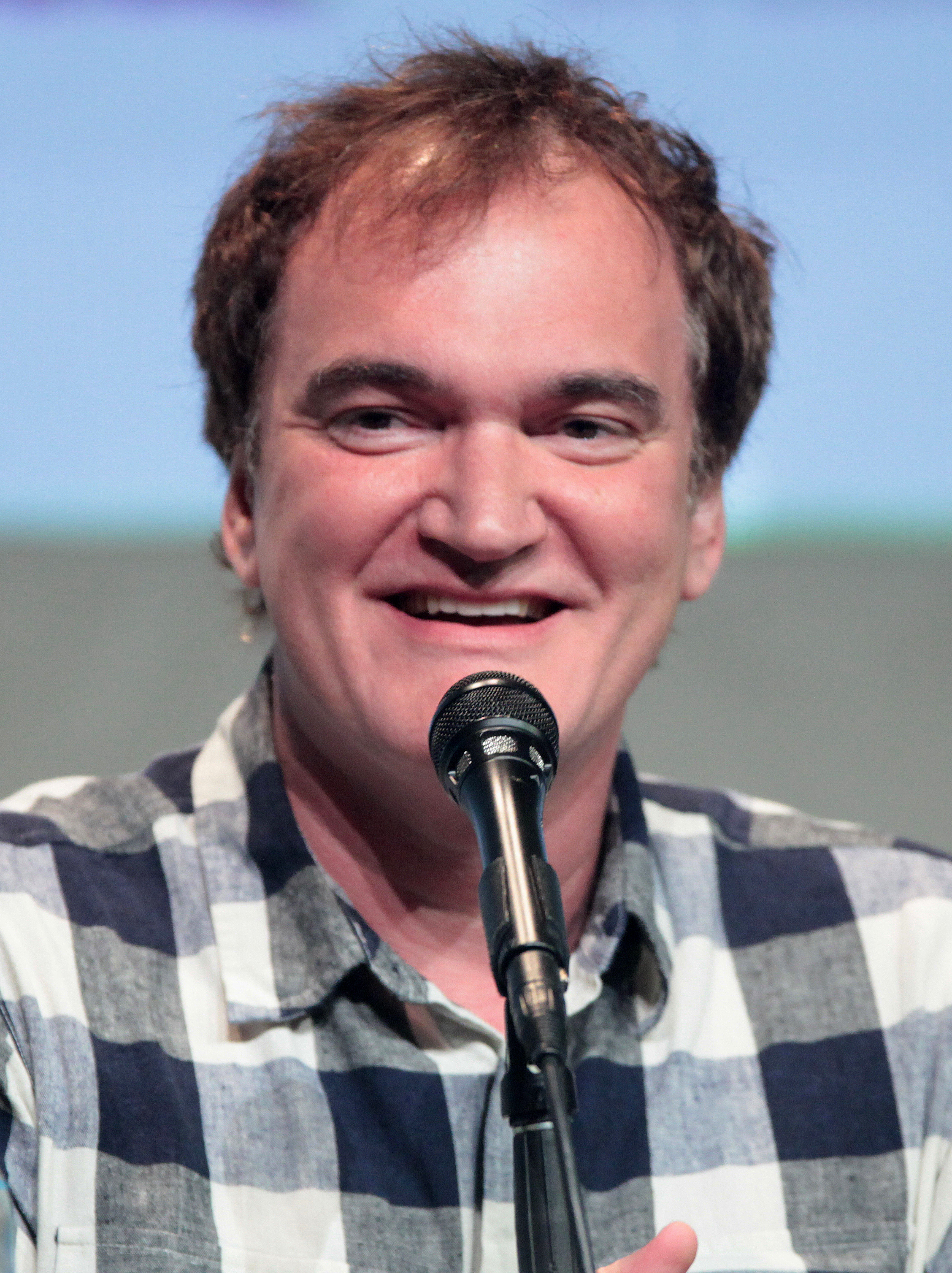
Madonna a écrit la chanson avec le réalisateur américain Quentin Tarantino pour réaliser son clip.

Madonna a écrit la chanson avec le réalisateur américain Quentin Tarantino en tête pour réaliser son clip.
Alors qu’elle travaillait sur son prochain album, MDNA, Madonna a enrôlé William Orbit pour travailler à nouveau avec elle. Orbit avait déjà travaillé avec Madonna sur des chansons comme Ray of Light, Frozen et Beautiful Stranger, entre autres. Le producteur a insisté sur le fait que malgré l’abondance de musique pop dans les charts à cette époque, ils ne prêtaient pas beaucoup d’attention à ce qui était joué sur les radios Top 40. Au lieu de cela, ils se sont concentrés sur leur propre musique et la « bulle de créativité » dans laquelle ils vivaient. Orbit a également révélé: « Nous avons aimé ce que nous faisons dans cette époque et cet espace actuels », a-t-il poursuivi. « Ce que nous avions tendance à faire, c’était regarder de vieux films Français des années 1960 ou écouter de la musique si éloignée qu’elle n’était en aucun cas pertinente. ».
Parmi les chansons enregistrées pour l’album, « Gang Bang » a été confirmée par Madonna pour faire partie de la liste des pistes, qui a été révélée sur son site officiel en février 2012. Le 8 mars, le chanteur et co-scénariste du morceau, Mika, a tweeté que c’était « bizarre comme putain, underground et lyriquement cool ; c’est incroyable et bizarre. J’adore ça, elle sonne si bien en chantant des mots si durs. ». Le même jour, un extrait de la piste est sorti. Orbit a également commenté le ton sombre et les paroles de la chanson : 
« [C’est] agressif ». « C’est comme si elle avait chanté ça d’emblée. C’est ce que je veux dire. Elle l’a créé dans l’instant. Et les paroles étaient toutes là, mais je pense qu’elle est tombée dans un personnage. C’était en fait une bonne journée. Ce n’était pas un jour sombre. Il n’y avait pas comme l’agression dans l’air. La démo créée à l’improviste à peu près. Elle en aimait l’esprit. Nous dansions tous autour de la salle de contrôle... C’était une atmosphère totale de spontanéité. Plutôt amusant, mais c’est sombre. ».
Madonna a déclaré qu’elle avait écrit « Gang Bang » en pensant au réalisateur Quentin Tarantino, en disant: « C’est à qui je pensais quand j’ai écrit la chanson. J’imaginais l’un de ses films et l’un des personnages féminins. J’ai tout mis au point. Tout ce que Quentin a à faire est de se présenter avec une caméra. Je n’ai pas les moyens de payer des honoraires d’administrateur. ». Cependant, interrogé sur la vidéo, Tarantino a répondu : « Je ne sais pas. On m’a demandé de réaliser des publicités et des clips musicaux, Madonna et Jay-Z voulaient que je réalise leurs vidéos, mais j’ai refusé. Je ne suis pas intéressé, tout comme je ne suis pas intéressé par les publicités. Si ce n’est pas pour faire des films, je ne veux pas être sur le plateau. »

## Composition
« Gang Bang » a été écrit par Madonna et Orbit avec Priscilla Hamilton, Keith Harris, Jean-Baptiste, Mika, Don Juan « Demo » Casanova, et produit par Madonna, Orbit et The Demolition Crew. C’est la chanson la plus longue de l’album, d’une durée de 5 min 26 s.
Lyriquement, il suit une femme réunissant ses copains pour chercher une vengeance sanglante contrequelqu’un, avec la chanteuse déclarant: « Tu t’as abattu, tiré sur mon amant dans la tête / Je vais directement en enfer / J’ai beaucoup d’amis là-bas », avant de crier: « Conduis salope, meurs salope! ». Il se termine par la phrase : « Si tu vas [agir] comme une chienne, alors tu vas mourir comme une chienne. ».
Selon Bradley Stern de MTV News, la chanson « revisite le rôle de la chanteuse méprisée de 'Thief of Hearts' (1992) d'Erotica ».
« Gang Bang » est une chanson dark-dance, électronique, électropop et techno, avec une panne de dubstep dans son huit du milieu, et des rythmes teintés d’industriel.
Michael Cragg de The Guardian, a commenté que le morceau « rappelle son album American Life dans son mariage légèrement difficile des genres ».
L’écrivain Alexander d’Idolator pensait que la chanson « nous donne un flashback sur sa collaboration [sous-estimée] avec Lil' Wayne, Revolver'' (sorti en 2009) ».

## Réception
La chanson a été acclamée par la critique. Michael Cragg du Guardian a écrit qu’il s’agit « d’une collection ridicule d’effets sonores (sirènes de police, coups de feu) et d’une menace imposante qui est en fait assez amusante d’une manière légèrement désarticulée ».  
- Neil McCormick de The Telegraph  a écrit que la chanson est « un groove techno solide et l’un des morceaux les plus étranges et les plus intéressants de l’album »[11].
- Bradley Stern a commenté que la chanson « n’est pas seulement le point culminant de l’album, mais un point culminant de la carrière de Madonna »[12].
- Matthew Perpetua de Pitchfork Media  a écrit que « c’est la piste la plus audacieuse et la plus expérimentale de l’album, et elle n’est gâchée que par une performance vocale tout juste sortie qui rend sa voix très familière un peu anonyme, et une tentative timide d’une chute de basse dub-step »[13].
- Nick Levine de BBC Music l’a qualifié de « morceau absurde de pop schlock »[14].
- Priya Elan de NME a écrit que « la musique est froide et minimale, rappelant les rythmes house sordides de 'Erotica', et Madge bêle comme une disco antagoniste Fury poussée au bord par sa soif de vengeance. Et bon sang, c’est passionnant. »[15].
- Sal Cinquemani de  Slant Magazine  l’a qualifié de « coupe remarquable dans laquelle Madonna dépeint de manière assez convaincante une mariée agitée devenue femme fatale dans la veine de Beatrix Kiddo», écrivant qu’elle « joue plus comme une prise de pisse du fétichisme gangster de Ritchie, qu’une glorification de celui-ci »[16].
- Melinda Newman de HitFix l’a qualifié de « l’un des morceaux les plus convaincants, avec Madonna chantant dans un registre chuchotant bas, détaillant qu’elle a abattu son amant dans la tête et, de plus, elle n’a aucun regret. C’est violent et explicite et c’est ce que Madonna avait l’habitude de représenter : un sentiment de danger. »
- Jim Farber du New York Daily News l’a qualifiée d'« historique » et « peut-être la première chanson de meurtre-ballade-as-disco au monde ».
- Samuel R. Murrian de Parade l’a classé au numéro 72 sur sa liste des 100 plus grandes chansons de Madonna, l’appelant « un film de vengeance d’exploitation grindhouse vintage dans une mélodie. Cette piste cinématographique vivante se construit et se construit jusqu’à ce qu’elle crie à la fin. C’est très amusant »[17].

« Gang Bang » est entré dans certains palmarès en raison des téléchargements numériques de MDNA. Il est entré dans le Français Singles Chart à la 93e place pour la date de sortie du 31 mars 2012. Aux États-Unis, la chanson s’est classée au 30e rang du Billboard Dance/Electronic Digital Songs. En Corée du Sud, la chanson a fait ses débuts à la 90e place du Gaon International Downloads Chart avec des ventes de 3 653 exemplaires.

## Performance live et controverse

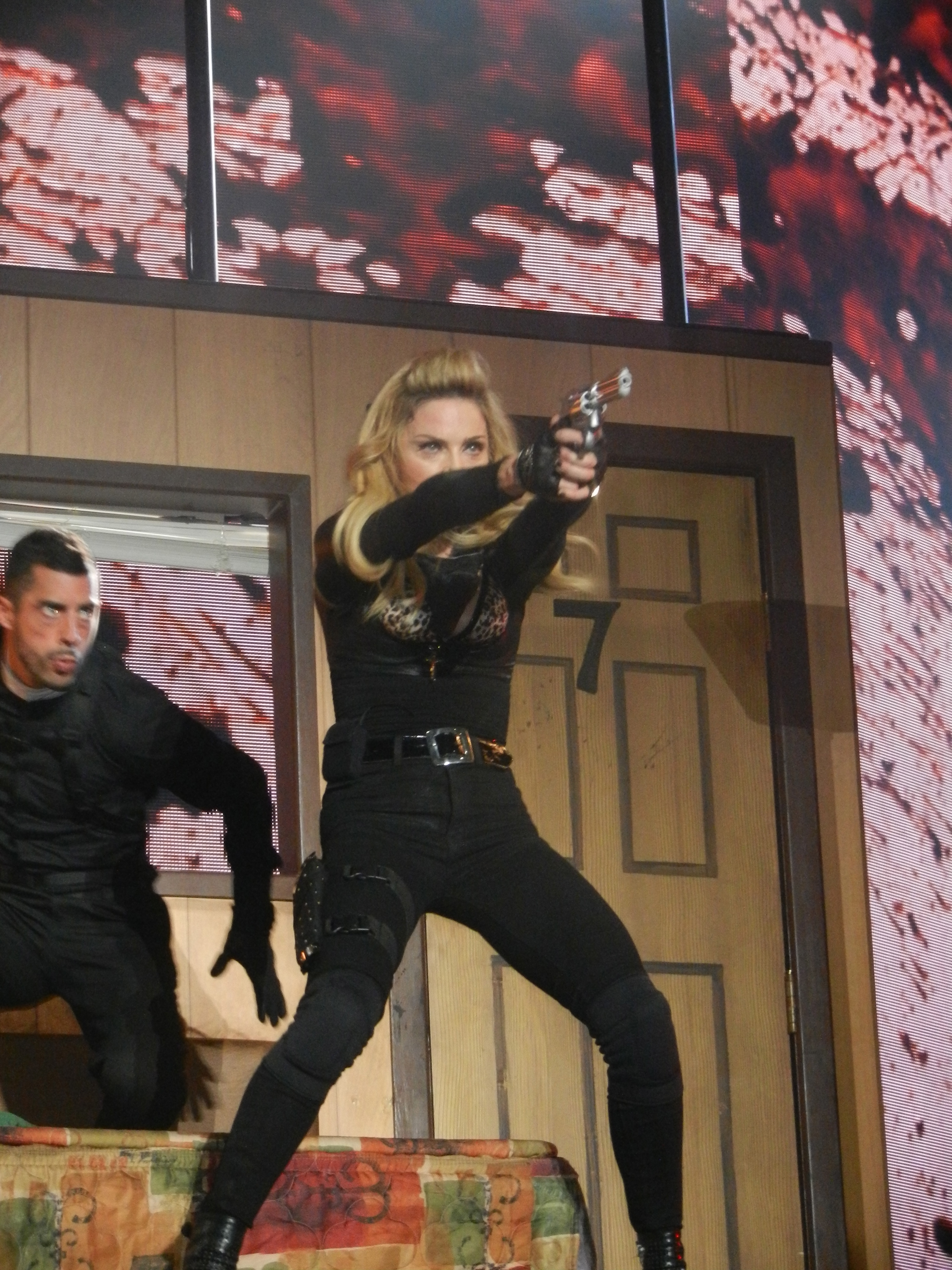
Madonna tire avec une (fausse) arme à feu alors qu’elle interprétait « Gang Bang » pendant la tournée MDNA en 2012. Derrière elle, on peut voir du sang éclaboussé sur les toiles de fond.

« Gang Bang » a été ajouté à la setlist de The MDNA Tour (2012), et a joué comme la troisième chanson.  Dans la performance, Madonna attaque plusieurs de ses danseurs avec un faux pistolet dans un émouvant « Paradise Motel », alors que du sang éclaboussait sur les écrans de fond.
La performance a été condamnée par des groupes comme « Mothers Against Guns », qui a déclaré que la chanteuse devrait « mieux savoir ».
Les réactions des membres du public ont été assez sévères, l’un d’eux commentant: « Nous dansons et tout d’un coup, les gens ont commencé à réaliser ce qu’était la chanson », a déclaré Aaron Fransua, 25 ans, qui était dans la section 120. « Nous sommes tous restés là. Tous ceux qui étaient autour de moi avaient tous un choc sur le visage. J’ai entendu beaucoup de 'wows' », a déclaré Fransua.
Un membre de son équipe de tournée a déclaré au  Huffington Post  que « Madonna préférerait annuler son spectacle plutôt que de censurer son art. Toute sa carrière, elle s’est battue contre les gens qui lui disaient ce qu’elle pouvait et ne pouvait pas faire. Elle n’est pas sur le point de commencer à les écouter maintenant. ».
Madonna elle-même a expliqué l’utilisation des armes à feu dans une lettre : « Je ne tolère pas la violence ou l’utilisation d’armes à feu », a-t-elle écrit. Ce sont plutôt des symboles de vouloir paraître fort et de vouloir trouver un moyen d’arrêter les sentiments que je trouve blessants ou dommageables. Dans mon cas, je veux mettre fin aux mensonges et à l’hypocrisie de l’Église, à l’intolérance de nombreuses cultures et sociétés étroites d’esprit que j’ai vécues tout au long de ma vie et, dans certains cas, à la douleur que j’ai ressentie en ayant le cœur brisé.
Entertainment Focus a critiqué ceux qui se sont plaints de la violence sur la performance, écrivant que, « C’est un spectacle de Madonna et elle n’a jamais été rien de moins que ballsy. ».
Jim Farber du New York Daily News a écrit que la chanson « pourrait être la première ballade de meurtre disco de l’histoire », disant que dans la performance, « Madonna souffle une armée d’intrus avec suffisamment de délectation pour obtenir un rôle principal dans le prochain gorefest de Quentin Tarantino ».
Saeed Saeed de The National, a abondé dans le même sens, qualifiant la performance de « vengeance de Quentin Tarantino ».
Glenn Gamboa de Newsday, l’a appelé « une saison de Dexter condensée en cinq minutes, avec des éclaboussures de sang sur les écrans vidéo massifs ».
Mario Tarradell du Dallas Morning News, a écrit que la performance « était parfaitement mise en scène, et elle avait un message clair : Madonna ne sera pas gênée ».
Andrew Matson du Seattle Times, a écrit que « la violence était tellement exagérée qu’elle a éclipsé le reste de la série ».

## Crédits et personnel
- Madonna – auteur-compositeur, producteur, chant
- William Orbit – auteur-compositeur, producteur
- Mika – auteur-compositeur
- Priscilla Renea Hamilton – auteur-compositeur
- Keith Harris – auteur-compositeur
- Don Juan « Demo » Casanova – auteur-compositeur, producteur, mixeur, batterie et basse
- Jean-Baptiste – auteur-compositeur
- Stephen Kozmeniuk – auteur-compositeur, éditeur, claviers,
- Michael Turco – producteur, synthés additionnels

Crédits adaptés des notes de pochette de MDNA.